# Азарин, Наум Маттаньевич
Нау́м Матта́ньевич Аза́рин (настоящая фамилия — Мессере́р; 21 сентября 1934 — 26 марта 1989) — солист балета Московского музыкального театра имени Станиславского и Немировича-Данченко, педагог. Заслуженный артист РСФСР (1985).

## Биография
Наум Мессерер родился в Москве в семье учёного-экономиста Маттания Михайловича Мессерера (27 января 1899—1957), который так же, как и его брат, знаменитый актёр МХТ, взял себе псевдоним «Азарин», и врача-терапевта Рахили Наумовны Новоплянт.
В 1953 году окончил Московское хореографическое училище у педагога Николая Ивановича Тарасова.
С 1953 по 1961 годы и 1964 по 1978 годы — артист и педагог-репетитор Театра имени Станиславского и Немировича-Данченко, где исполнил партии во всех спектаклях классического репертуара: «Дон Кихот», «Жизель», «Лебединое озеро» и других.
В 1967 году окончил театроведческий факультет ГИТИСа.
С 1961 по 1963 годы — педагог-репетитор Пермского театра оперы и балета, а с 1978 по 1989 годы — педагог Московского государственного театра балета СССР.
По отзывам профессионалов, был одним из самых выдающихся педагогов классического балета, соединившего педагогические принципы Н. И. Тарасова и А. М. Мессерера и развившего свою собственную методику, благодаря которой сумел воспитать таких танцовщиков, как Ирек Мухамедов, Владимир Малахов, А. В. Горбацевич, М. В. Крапивин, И. Р. Галимуллин («Токио балле»).
«У Наума Азарина занимались крупнейшие артисты XX века, в том числе Барышников, Нуреев, Мухамедов и Малахов, высоко ценившие его как педагога. Наума называли „Золотых дел мастером“ (по версии журнала „Dance Now“). Дело в том, что он подготовил целую плеяду танцовщиков к международным конкурсам, на которых они неизменно завоевывали золотые медали». 
Похоронен на Востряковском кладбище (уч. 129).

## Сочинения
- Азарин Н. Особенности педагогического метода А. М. Мессерера // Вопросы воспитания балетмейстеров в театральном вузе. — М.: ГИТИС, 1980. — С. 154—161. — 183 с.